# 第17期本因坊戦
第17期本因坊戦（だい17きほんいんぼうせん）は、1961年（昭和36年）に挑戦者決定リーグ戦を開始し、本因坊栄寿（坂田栄男）に、関西棋院の半田道玄九段が挑戦する七番勝負が1962年4月から行われ、坂田が4勝1敗で本因坊位を防衛、2連覇を果たした。半田はが関西棋院が独立して以来初の挑戦者だった。

## 方式
- 参加棋士 : 日本棋院・関西棋院の棋士の初段以上。
- 予選は、日本棋院と関西棋院それぞれで、1次予選、2次予選を行い、その勝ち抜き者による合同の3次予選で4名の新規リーグ参加者を決める。
- 挑戦者決定リーグ戦は、前期シード者と新参加4名を加えた8名で行う。
- コミは4目半。
- 持時間は、リーグ戦、挑戦手合は各10時間。

## 経過

### 予選トーナメント
新規リーグ参加者は、陥落即復帰の橋本昌二九段、及び宮下秀洋九段、初参加の半田道玄九段、2度目となる曲励起八段の4名。

### 挑戦者決定リーグ
リーグ戦は前期シードの、前本因坊の高川格、及び木谷實、島村俊宏、橋本宇太郎と、新参加4名により、1961年11月9日から翌年3月8日までで行われた。結果は高川、木谷、宮下の4人が4勝3敗で同率2位となる混戦だったが、半田道玄が5勝2敗で抜け出して挑戦者となった。

### 挑戦手合七番勝負
坂田本因坊に半田が挑戦する七番勝負は1962年4月から開始された。坂田は前年に七冠を達成し、この年に行われていた第1期名人戦でも優勝候補とみられていた。「大名のような鷹揚な碁」（高川格）と評されていた半田は、橋本宇太郎の本因坊獲得後に関西棋院が独立して以来、関西棋院として初の挑戦者であり、これまで坂田との対戦成績が有利なことでも期待された。
第1局は東京本郷の龍岡で行われ、立会人は前本因坊の高川格が務めた。坂田の握りで半田が先番となったが、細かい碁となり、終盤に半田の見損じによって坂田が中押勝。第2局は福岡県小倉市田川旅館、立ち会いは村島誼紀、観戦記は梅崎春生で行われた。この前日に坂田の乗るはずだった全日空機が風雨のために欠航となり、日本航空機に乗り換えて、夜9時半に前夜祭の宴会場に到着した。対局は先番坂田が序盤の捨て石構想から、中盤でうまく打ち回して中押勝して2連勝。
第3局は兵庫県有馬温泉古泉閣で、白番坂田が序盤は実利で先行し、中央の大石もシノイで優勢になったが、大ヨセに入って黒が逆転し、半田が5目半勝して1勝を返した。第4局は 愛知県蒲郡市の「ふきぬき」で行われ、大模様の張り合いから黒番坂田が中央の白石を捕獲して、9目半勝ち。坂田3勝1敗の後の第5局は、甲府市湯村温泉常磐ホテルで行われた。坂田がかつて橋本宇太郎との挑戦手合で敗れた昇仙峡にも近い。序盤から激しい戦いで形勢は二転三転し、白は右上隅でのサバキが重かったが、138手目の鬼手によりやや有望。しかし白166の失着を打った坂田が顔色を変え、それを見た女中が脳貧血を起こしたと尾崎一雄の観戦記で書かれた。終盤になって控え室では黒の半田の半目勝と予測していた。終局となって、坂田は「コミにかかりましたか」と立会いの前田陳爾に話しかけ、これに半田が「半目負けです」と答えた。坂田は4勝1敗で本因坊を防衛し、半田は「こう技を食ってはかないません」と語った。

## 対局譜

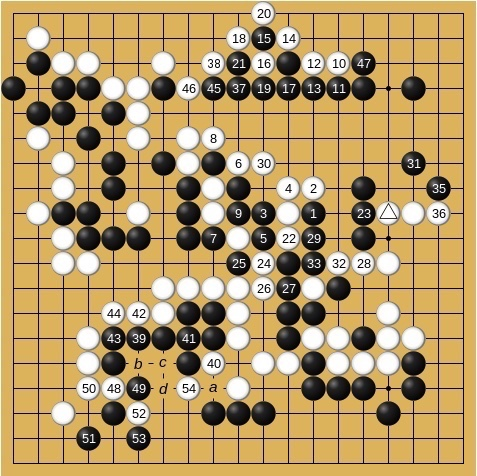
七番勝負第1局（101-154手目）

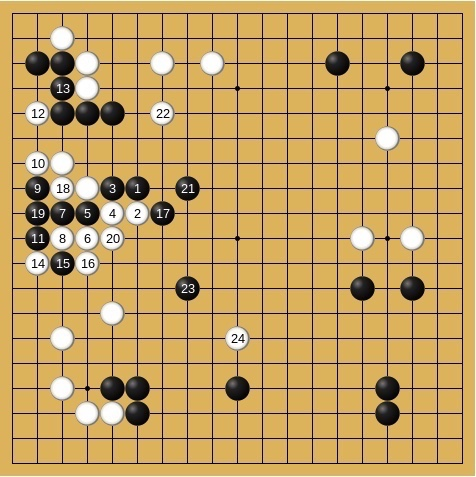
七番勝負第2局（31-54手目）

先番半田の左上での新手の後、下辺、上辺で黒が地で先行し、白の坂田が左上の黒をいじめる展開となってやや優勢。白△（100手目）のノゾキに、黒1、3と変化し、白は得た厚みを背景に右上10以下と稼ぐ。白22が余計な手順で、白30まで後手を引き、黒31に回られてかなり細かい。しかし黒51が見損じで、白52、54と打たれて投了。黒aと切っても以下白b、黒c、白dの両コウになる。51で52にツイでいれば半目勝負だった。
坂田が初めて黒番第1着を三々に打った。黒は右下、白は左辺方面を広げようとするが、黒1（31手目）、白2の時に、黒3、5と切って行ったのが、絶妙な捨て石作戦で、囲碁界を驚かせた。3で黒17、白4となるのは平凡策。白22まで黒5子は取られているが、黒21、23と中央を大きく構えて優勢となった。白12黒13を利かしてシメツケを防いだが、左上のダメが詰まったために、白22の備えが必要。白24の消しにも、黒15の石を活用して白の連絡を断ち、この白石にサバキを与えず、下辺の黒地を大きくまとめて大差で優勢とした。219手黒中押勝。

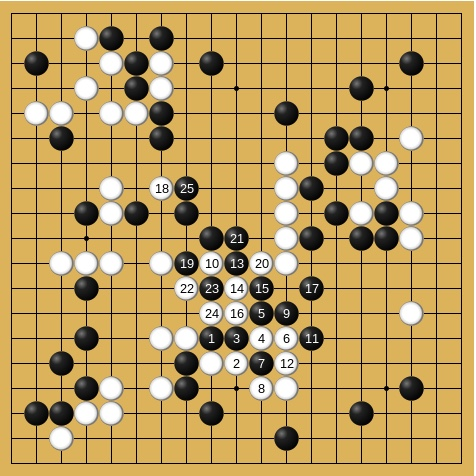
七番勝負第4局（75-99手目）

白が黒の上辺の大模様を消しに来た機を捉えて、黒は下辺に一手備えるぐらいでも十分な形勢だったが、黒1（75手目）から9と一気に勝負を決めに出た。7の犠打で11のアテを確保し、黒17までで中央の白石を大きく飲み込んでしまった。この後白は下辺の黒を確保したが、黒は手堅く打って大差。